# Insuline lispro
Insuline lispro (merknaam Humalog) is een snelwerkend insulineanalogon. Humalog werd in 1996 op de markt gebracht door Lilly als het eerste insulineanalogon.
Humalog werkt binnen 15 minuten en heeft een werkingsduur van ongeveer 2 tot 5 uur, met een optimale werkingsduur van ongeveer 1 uur.